# Double Up
Double Up är ett musikalbum av R. Kelly. Det innehåller bland annat hitlåtarna I'm a Flirt (remix), och Same Girl med R&B-sångaren Usher.

## Låtlista
| Nr  | Titel                                                                                                   | Kompositör                                                                      | Producer(s)                   | Längd |
| --- | --- | ------------------------------------------------------------------------------- | ----------------------------- | ----- |
| 1.  | The Champ (featuring Swizz Beatz)                                                                       | R. Kelly                                                                        | R. Kelly                      | 1:50  |
| 2.  | Double Up (featuring Snoop Dogg)                                                                        | R. Kelly, C. Broadus, C. Bereal, K. Bereal, C.X. Brockman, C. Keyes, N. Stewart | R. Kelly, Khao (co.)          | 4:48  |
| 3.  | Tryin to Get a Number (featuring Nelly)                                                                 | R. Kelly, C. Haynes                                                             | R. Kelly, Corey "Keyz" Martin | 3:47  |
| 4.  | Get Dirty (featuring Chamillionaire)                                                                    | R. Kelly, H. Seriki                                                             | R. Kelly, Mysto & Pizzi (co.) | 3:56  |
| 5.  | Leave Your Name                                                                                         | R. Kelly                                                                        | R. Kelly                      | 3:27  |
| 6.  | Freaky in the Club                                                                                      | R. Kelly                                                                        | R. Kelly                      | 4:35  |
| 7.  | The Zoo                                                                                                 | R. Kelly                                                                        | R. Kelly                      | 3:39  |
| 8.  | I'm a Flirt (Remix) (featuring T.I. & T-Pain)                                                           | R. Kelly, S. Moss, R. Jackson, C. Harris, F. Najm                               | R. Kelly, Lil' Ronnie         | 5:32  |
| 9.  | Same Girl (with Usher)                                                                                  | R. Kelly                                                                        | R. Kelly, Lil' Ronnie         | 4:12  |
| 10. | Real Talk                                                                                               | R. Kelly                                                                        | R. Kelly                      | 3:00  |
| 11. | Hook It Up (featuring Huey)                                                                             | R. Kelly, L. Franks Jr.                                                         | R. Kelly, Lil' Ronnie (co.)   | 4:15  |
| 12. | Rock Star (featuring Ludacris & Kid Rock)                                                               | R. Kelly, C. Bridges                                                            | R. Kelly                      | 4:47  |
| 13. | Best Friend (featuring Keyshia Cole & Polow da Don)                                                     | R. Kelly                                                                        | R. Kelly                      | 4:41  |
| 14. | Rollin'                                                                                                 | R. Kelly                                                                        | R. Kelly                      | 4:47  |
| 15. | Sweet Tooth                                                                                             | R. Kelly                                                                        | R. Kelly                      | 2:50  |
| 16. | Havin a Baby                                                                                            | R. Kelly                                                                        | R. Kelly                      | 3:34  |
| 17. | Sex Planet                                                                                              | R. Kelly                                                                        | R. Kelly                      | 5:35  |
| 18. | Rise Up (Virginia Tech Memorial tribute track) (Not included on some releases outside of North America) | R. Kelly                                                                        | R. Kelly                      | 3:31  |

| 19. | Ringtone (U.S./Japan/Canada/Australia/UK/Russian/iTunes bonus track)                                                | R. Kelly, J. Jones, T. Nash, W. Hodge           | R. Kelly & Polow da Don | 3:41 |
| 20. | I Like Love (Japan/Canada bonus track)                                                                              | R. Kelly                                        | R. Kelly                | 3:20 |
| 21. | Ooh Baby (iTunes/Philippines/Mexico/Spain bonus track)                                                              | R. Kelly                                        | R. Kelly                | 3:38 |
| 22. | Good Sex (featuring Twista) (iTunes/South American/New Zealand/African/Iraq/Israel/Turkey/Poland/India bonus track) | R. Kelly, A. Harr and J. Jackson, C.T. Mitchell | R. Kelly & The Runners  | 3:40 |